# Langenstraße 64 (Stralsund)
Das Haus Langenstraße 64 in Stralsund ist ein denkmalgeschütztes Bauwerk in der Langenstraße.

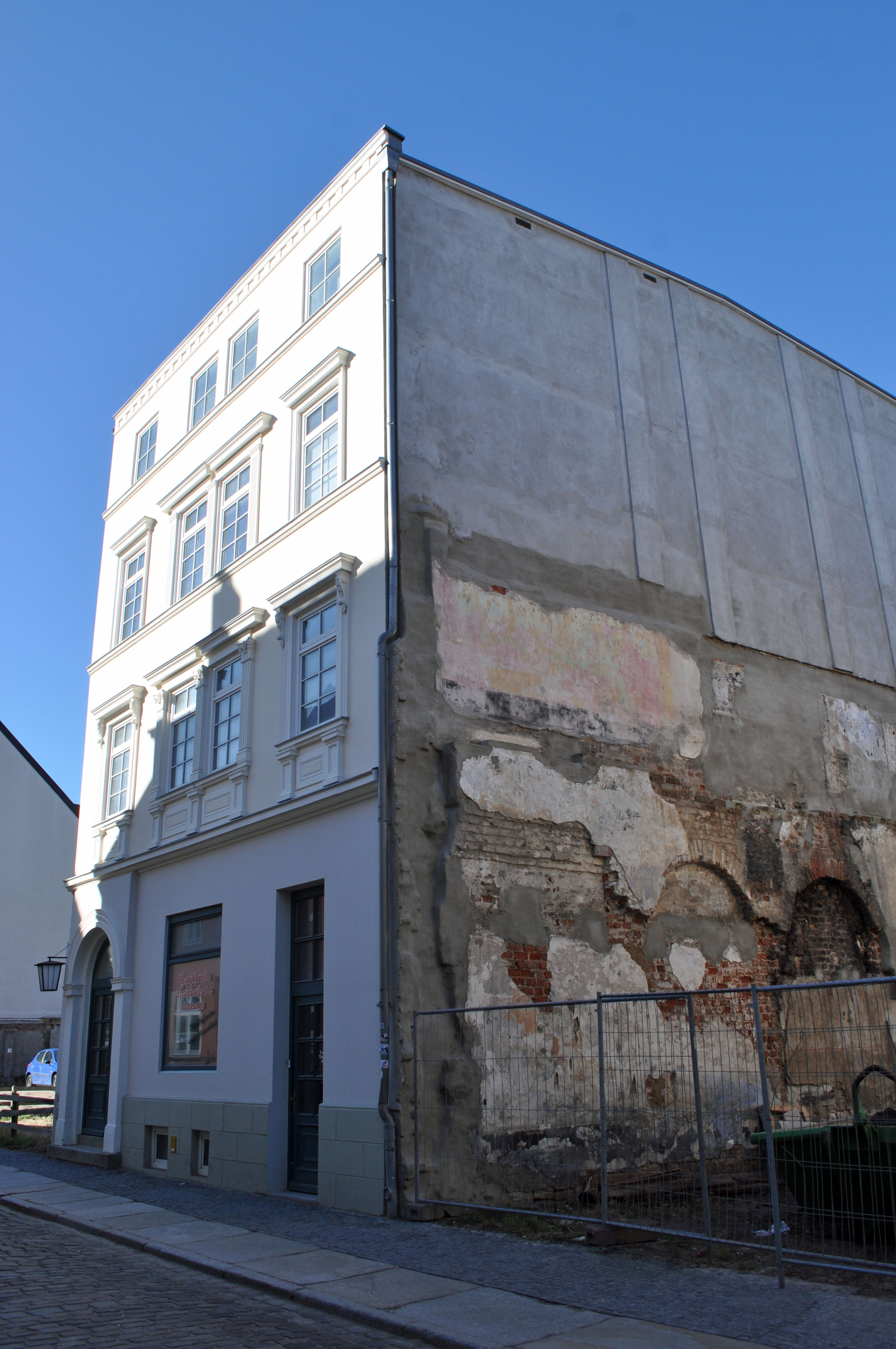
Haus Langenstraße 64 (2012)

Der dreieinhalbgeschossige Putzbau wurde im dritten Viertel des 19. Jahrhunderts gebaut. Das erste Obergeschoss war als Beletage ausgebildet. Die Gesimse sind geschosstrennend ausgeführt, die Fenster aufwändig durch Spiegel geprägt.
Das Haus im Kerngebiet des von der UNESCO als Weltkulturerbe anerkannten Stadtgebietes des Kulturgutes „Historische Altstädte Stralsund und Wismar“ ist in die Liste der Baudenkmale in Stralsund eingetragen.